# Cotycicuiara latifascia
Cotycicuiara latifascia là một loài bọ cánh cứng trong họ Cerambycidae.